# Jean-Claude Leroy (écrivain)
Pour les articles homonymes, voir Leroy et Jean-Claude Leroy (homonymie).
Jean-Claude Leroy, né en 1960 à Mayenne, est un écrivain français. Il vit à Rennes.

## Biographie
Photographe de formation, Jean-Claude Leroy déclare – sur le mode plaisant – avoir « exercé des métiers divers, surtout l'été » et a effectué de longs séjours en Inde et en Égypte dont on trouve la marque dans son travail,.
Il crée Tiens, « revue locale d'expression universelle » en 1996, devenue à partir de 2009 le site Tiens, etc. et anime un blog  sur Mediapart. Depuis 2021, il participe à quelques revues en ligne par des articles sur la poésie, la littérature, principalement. Notamment : Poezibao, Lundimatin.
Au sein de l'association Les Amis de L'Éther Vague (1998-2007), il fut coresponsable, avec Roger Roques, des éditions L'Éther Vague, à la suite du décès de leur fondateur, Patrice Thierry, survenu en 1998.
En 2020, avec le vidéaste Lionel Monier, il coréalise une série d'entretiens-filmés avec l'écrivain André Bernold.
En 2021, il filme 34 poètes de son entourage ou de passage chez lui, établissant un fragment d'état des lieux de la poésie contemporaine en Bretagne et en France . Cette même année, il coordonne l'ouvrage Annkrist, paru aux éditions Goater.
En 2022, avec son amie Gwenn Audic, il lance la revue buissonnière Béakoak.
Il a reçu le prix Loin du marketing, en 2016.

### Poésie
- Dissipation, Éditions Lunatique, 2025.
- Malcool, cœur sucré, Éditions Rougerie, 2024.
- Corrige, Revue Triages (Anthologie), 2022.
- Un visage habituel, Éditions Rougerie, 2022 [9],[10].
- Tu n'es pas un corps (avec des encres de Gwenn Audic), Le Réalgar, 2021[11].
- Ça contre ça, Éditions Rougerie, 2018[12].
- Toutes tuées, Éditions Rougerie, 2015[13].
- À la porte, le phare du cousseix, 2014.
- Aléa second, Éditions Rougerie, 2013[14].
- Procès de carence, Gros Textes, 2004.
- où nul ne porte, Pré#carré, 2004.
- Corrige la mort, Wigwam éditions, 2003.
- Assortis, la nuit, Gros Textes, 2002.

### Romans/récits
- La Vie brûle, Éditions Lunatique, 2020. (ISBN 9791097356248)[15],[16],[17].
- Aimer de vivre, recueil de nouvelles, Editions Lunatique, 2017  (ISBN 9791090424814)[18].
- Rien seul, Éditions Cénomane, 2014[19],[20]
- Comédie du suicide, Éditions Cénomane, 2011.
- Retrait (avec un ensemble de dessins : Voyage autour de mon atelier d'Éric Pénard), Éditions Cénomane, 2010.
- Le temps pour Laure, Éditions Cénomane, 2008  (ISBN 9782916329161).
- Entrée en matière, Éditions Cénomane, 2006  (ISBN 9782916329031).

### Essais
- Un cahier sans école (écrire ne pas), suivi de Se sentir seule (2e partie constituée de textes d'atelier produits au LEC, Angers). Éditions Cénomane, 2015.
- Leçon de campagne, récit et analyse de la mobilisation de l’hiver 2000 contre la possible installation d’un site d’enfouissement de déchets nucléaires en Mayenne, Éditions Cénomane, 2001.

### Carnets
- Lettre ouverte (longtemps réservée) à un éditeur noyé en poésie et dans son sang, Le Réalgar, 2021.
- Carnet de veille, Éditions Approches, 2014.

### Revues
- Publications diverses, notamment dans les revues Camouflage, Foldaan, Décharge, Le Journal des poètes, RegArt, Mai hors saison, Poésie terrestre, Verso, Comme ça et autrement, Sociétés, Liqueur 44, Le Mouton fiévreux, Altermed, Le Sabot, Harz-Labour, Europe, Triages, Le Cafard hérétique, etc.